# La Haye (Vosgos)
La Haye es una comuna francesa situada en el departamento de Vosgos, en la región de Gran Este.

## Demografía
| 220 | 188 | 154 | 124 | 117 | 118 | 125 |
| Para los censos de 1962 a 1999 la población legal corresponde a la población sin duplicidades (Fuente: INSEE [Consultar]) |     |     |     |     |     |     |